# Guante de guardameta
Un guante de portero (también llamado «guardameta» o «arquero») es un tipo único de guante, comúnmente llevado por un guardameta de fútbol, diseñado para proporcionar un mejor agarre al balón, la protección de rápidos disparos y, en algunos casos, proporcionar calor para proteger las manos de un portero en el tiempo frío. Las palmas de los guantes de portero son naturalmente las partes más importantes porque son las que contactan con el balón. Actualmente las palmas de la mayor parte de guantes de portero están hechas de espuma de látex o combinado de látex natural y látex sintético y algunos cuentan con varillas de protección en los dedos para evitar un esguince. Además, existen diferentes formas de componer el dorso del guante. Los hay puramente de látex, igual que la palma, pero también existen cuerpos de neopreno. Algunos combinan ambos o incluyen componentes transpirables. La composición del dorso, junto con el corte del látex de la palma, otorgará al guante un nivel de armado, que se considerará mayor en cuanta menos libertad deje a la mano y más fuerza aplique el propio guante a la hora de realizar un bloqueo. Mayormente son utilizados empapados para tener mayor agarre, esto con el fin de activar la palma. Los porteros escogerán un modelo de guante según su calidad y su gama, pero este se ha de ajustar al nivel de armado al que un portero rinde al máximo nivel.

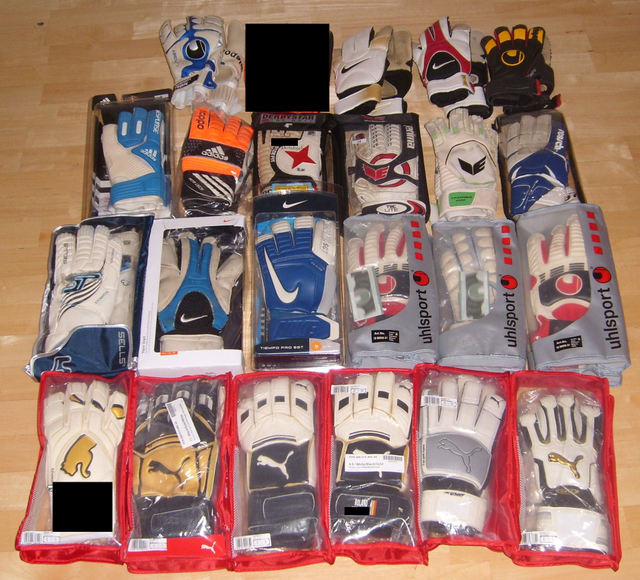
Diferentes tipos de guantes de diversas marcas

## Historia
La primera vez que un portero usó guantes fue en 1952, en un encuentro entre el Airdrie y el Celtic. Antes de 1960, era extraño que los porteros llevasen guantes, excepto en condiciones de tiempo muy frío. A partir de los años 70, diversas marcas fabricaron guantes para arquero, aunque muy diferentes a lo que son ahora: eran fabricados de manera simple, principalmente la palma era de felpa, como una toalla común. El empleo de guantes diseñados para el agarre se hizo más popular en la década de 1980, incorporando el uso de látex en la palma; a esas alturas, la mayor parte de profesionales los usaban. A finales de la década de 1990, aparecieron los guantes que protegían de la hiperextensión de los dedos.

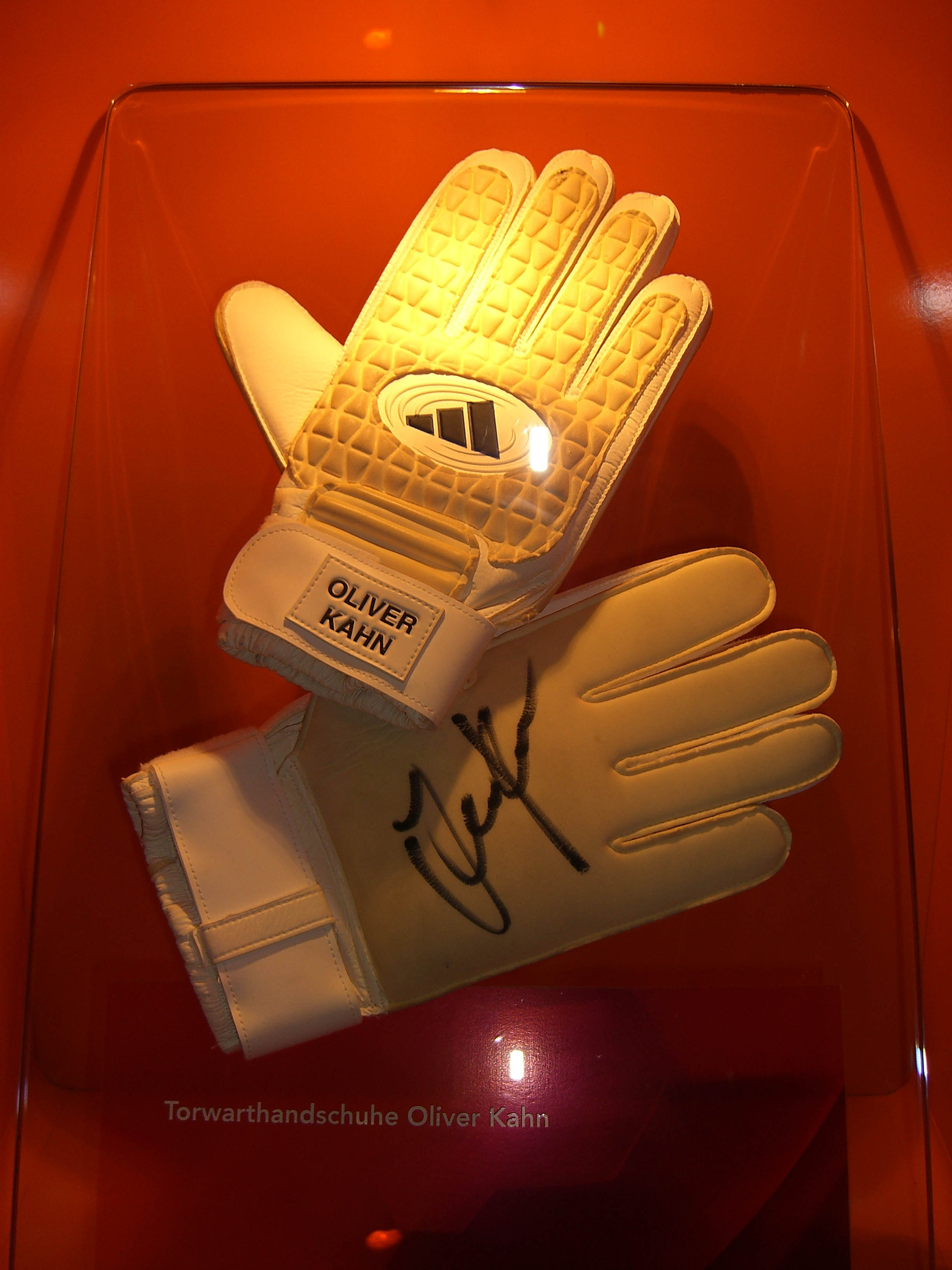
Guantes de Oliver Kahn

Hay muchas fotos en las que se ve a Ricardo Zamora guardameta español usando guantes de guardameta en la década de 1920.

## Tipos de guantes según el corte

### Corte Flat
Principalmente usado por porteros sudamericanos, la palma plana implica el guante que está compuesto por dos piezas de látex, un para la palma y otro para el dorso de la mano, aunque en los guantes más modernos se encuentran unidas (esta unión garantiza un guante más armado). Llevan un tejido transpirable entre los dedos. Corte característico de guantes con un armado medio-alto.

### Corte Rollfinger
El corte rollfinger, es un tipo de diseño que actualmente se ha hecho popular. Extensamente utilizado por porteros británicos. El guante también se confecciona con dos piezas de látex. Pero en vez de tener refuerzos en el dedo, la palma está hecha de látex envolviendo al dedo y cosida hasta la punta de los mismos, proporcionando mejor agarre al balón aunque menor sensibilidad al tiempo de hacer un blocaje.

### Corte negativo
El corte negativo es principalmente usado por porteros Europeos como Íker Casillas; es muy similar al de la palma plana, la única diferencia es que la palma es zurcida hacia dentro, esto quiere decir que la palma al tacto no tiene costuras y a momento de usarse la mano y el guante se hacen uno mismo, lo cual permite más sensibilidad y sujeción al balón. Hoy en día marcas como Adidas usan la tecnología Seamless Touch, este sistema elimina las costuras dentro del guante haciéndolo mucho más cómodo.

### Otros cortes
Existen algunos cortes conocidos como "híbridos", los cuales hacen una combinación de corte rollfinger en los dedos índice y meñique, con corte negativo en los dedos anular y medio (roll-negativo), o bien, rollfinger en dedos índice y meñique, con corte flat en anular y medio (roll-flat). 
El Ergo Roll es una variante del corte rollfinger, la cual añade cortes transversales en los puntos de articulación de los dedos para favorecer la ergonomía al flexionar la palma.

## Férulas
Algunos guantes utilizan un refuerzo en los dedos, para ayudar a protegerlos de lesiones. son removibles o fijas. van entre el dorso y el interior del guante. Reusch, utiliza el sistema Ortho Tec, Uhlsport el sistema Bionik+, Adidas el sistema Fingersave, Ho Soccer las férulas Finger Protection System (FPS), Umbro el sistema DPS, Puma las férulas Protect, Nike Spyne, al igual que Rinat usa el sistema Spynes

## Mantenimiento de los guantes
Para su limpieza y prolongar la vida de los guantes del guardameta, se pueden limpiar con diferentes medios (Limpiadores especiales para guantes o jabón neutro). No se deben usar detergentes agresivos, tampoco se deben lavar en lavadora y se pueden lavar en agua tibia. Para secar no se deben usar secadores , radiadores ni exponer directamente el látex a la luz solar porque la espuma de látex pierde sus propiedades y se vuelve rígida y acartonada. Se recomienda colgar los guantes y secar en un lugar donde no reciban rayos del sol, pues el látex se rompe o rasga. Algunos guardametas profesionales aconsejan mojar sus guantes antes de cada partido, para «activar el látex».